# Photo Booth
Photo Booth är ett program från Apple som medföljer nya modeller av Macintosh-datorer. Programmet skapar lustiga effekter och är avsett för användning med den inbyggda webbkameran.
Senaste version är 1.1.